# イネス・ワラホフスキ
イネス・ワラホフスキ（ポーランド語: Ines Walachowski、1969年6月8日 - ）は、ポーランド出身のピアノ奏者。

## 経歴
1969年、ポーランド・ジェルジョニュフで生まれた。4歳の頃からピアノを学び、ヴロツワフの音楽高校に進学。1983年に家族でドイツに移住し、ハノーファー音楽演劇大学でピアノを学んだ。1996年から姉のアンナとピアノ・デュオを結成し活動している。